# 낙산해수욕장

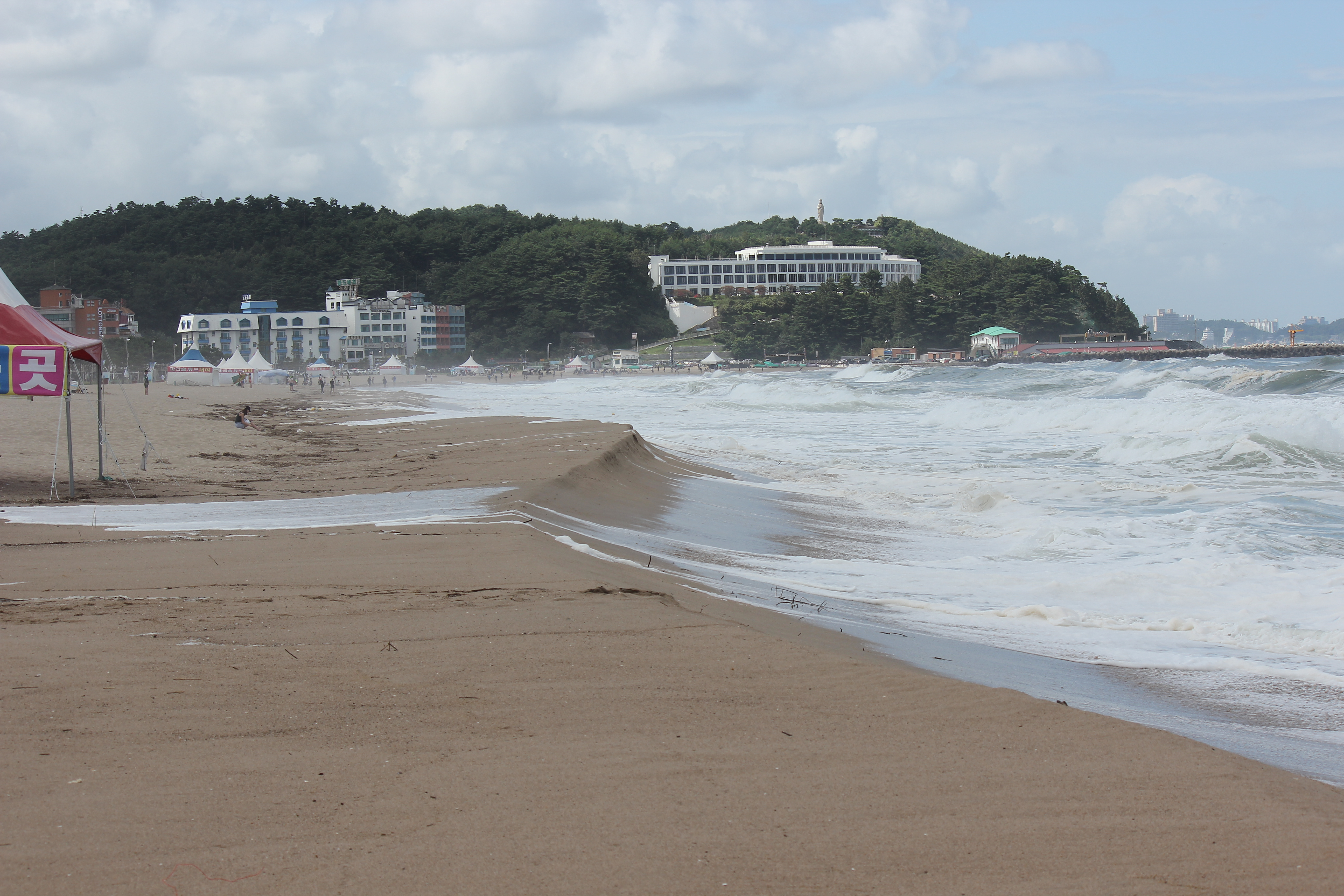
강원특별자치도 낙산해수욕장, 2018년 8월 16일

낙산해수욕장은 강원특별자치도 양양군 강현면 주청리 1에 위치한 해수욕장이다. 부산의 해운대해수욕장, 강릉의 경포해수욕장과 함께 대한민국의 3대 해수욕장으로 평가받고 있다. 부근에 설악산과 낙산사가 위치하고 있어 해마다 많은 관광객이 몰려드는 것으로 유명하다. 낙산해변은 인근의 낙산사, 하조대해수욕장 등과 함께 낙산도립공원으로 지정되어 있다.

## 참고 자료
- 낙산 해수욕장 - 기상청 일기예보